# Société Saint-Jean-Baptiste de Montréal c. Hervieux-Payette
Au Québec, l'arrêt Société Saint-Jean-Baptiste de Montréal c. Hervieux-Payette  (surnommé l'Affaire des traîtres) est un jugement historique de la Cour d'appel du Québec en matière de diffamation.

## Les faits
Ce litige découle d'une publicité de la Société Saint-Jean Baptiste parue le 4 décembre 1981 dénonçant comme traîtres à la nation québécoise les 68 députés libéraux fédéraux qui ont voté en faveur du rapatriement de la Constitution.
La ton vitupératif de la publicité peut s'expliquer par le contexte historique de ce qui est surnommé la Nuit des Longs Couteaux dans le vocabulaire politique québécois, c'est-à-dire l'exclusion du Québec des négociations constitutionnelles visant à rapatrier la Constitution du Canada à partir du Royaume-Uni. Ces événements ont eu lieu seulement un mois avant la publication de la publicité et ils sont jugés comme une véritable trahison par le camp nationaliste québécois.
Or, puisque les libéraux de Pierre Elliott Trudeau disposent d'une majorité de sièges au Québec au moment des faits et que la culture politique canadienne et québécoise pénalise fortement la dissidence de députés au moyen des whips  (exclusion du caucus des députés dissidents et perte totale de financement politique pour la réélection), les députés libéraux fédéraux, pour conserver leur statut de député libéral fédéral, n'ont presque pas le choix de voter en faveur du rapatriement et il était probable sinon prévisible qu'ils allaient se faire traiter par la suite de traîtres par les opposants nationalistes au rapatriement.
La sénatrice Céline Hervieux-Payette est à l'origine d'une poursuite en diffamation contre la Société Saint-Jean-Baptiste de Montréal.

## Historique judiciaire antérieur
Lors du procès à la Cour supérieure du Québec, l'action en diffamation avait été accueillie.

## Jugement de la Cour d'appel
L'appel de la Société Saint-Jean-Baptiste de Montréal est accueilli.

## Motifs du jugement
Les juges Marc Beauregard et France Thibaut sont d'avis que la Société Saint-Jean-Baptiste de Montréal fait valoir un point  de vue politique qui peut se défendre. Ils mettent de l'avant l'utilisation historique du mot « traître » en politique. Ils retiennent les enseignements de la Cour suprême dans l'affaire Hill c. Église de scientologie de Toronto concernant l'importance du contexte factuel .

## Refus d'autorisation d'appel par la Cour suprême
Par la suite, la Cour suprême du Canada a confirmé le jugement de la Cour d'appel en refusant d'accueillir le pourvoi de la sénatrice Hervieux-Payette.

## Aspects périmés de cet arrêt
Vu que cet arrêt a été rendu deux mois avant l'arrêt Prud'homme c. Prud'homme de décembre 2002, il faut faire attention en le lisant car plusieurs éléments sont périmés au regard de la jurisprudence et la doctrine actuelles. Avant l'arrêt Prud'homme, la jurisprudence québécoise retenait la doctrine du commentaire loyal issue de la common law. Or, ce n'est plus le cas aujourd'hui. La décision de la Cour d'appel a aussi la particularité de ne jamais mentionner l'article 1053 du Code civil du Bas-Canada  (ancêtre de l'article 1457 du Code civil du Québec) qui est pourtant un élément de base en matière de droit québécois de la diffamation.